# The Threads of Fate
The Threads of Fate é um filme mudo norte-americano de 1915, do gênero drama, dirigido por Joe De Grasse e apresentando Pauline Bush, William C. Dowlan e Lon Chaney. O filme é agora considerado perdido.

## Elenco
- Pauline Bush - A esposa
- William C. Dowlan - O amante
- Lon Chaney - Conde